# Ovtočići
Otočići är en ort i Montenegro. Den ligger i den södra delen av landet. Otočići ligger 287 meter över havet och antalet invånare är 149.
Terrängen runt Otočići är kuperad åt nordost, men åt sydväst är den bergig. Närmaste större samhälle är Budva, 12,6 km väster om Otočići. Omgivningarna runt Otočići är en mosaik av jordbruksmark och naturlig växtlighet.